# Puchar Kontynentalny w skokach narciarskich 2022/2023
Puchar Kontynentalny w skokach narciarskich 2022/2023 – 32. edycja Pucharu Kontynentalnego. Sezon rozpoczął się 10 grudnia 2022 roku w Vikersund, a zakończył 19 marca 2023 roku w Lahti. Rozegrano 25 konkursów.
Oficjalny kalendarz cyklu został zatwierdzony 25 maja 2022 podczas Kongresu FIS w Mediolanie, a następnie zmodyfikowany 29 września 2022 na posiedzeniu komisji skoków narciarskich FIS.
W grudniu 2022 do kalendarza dołączono zaplanowane na 11–12 lutego 2023 zawody w Oberwiesenthal.
Zawody Pucharu Kontynentalnego zaplanowane na 7–8 stycznia, które pierwotnie miały odbyć się w Kranju, zostały przeniesione na Bloudkovą velikankę w Planicy. Z kolei konkursy planowane na 21–22 stycznia, które miały mieć miejsce w Bischofshofen, zostały przeniesione do Eisenerz.
3 lutego 2023 poinformowano, że zaplanowane na 11–12 lutego zawody w Oberwiesenthal, zostały przeniesione do Klingenthal.
Zaplanowany na 25 lutego 2023 konkurs w Brotterode został odwołany z powodu problemów z przygotowaniem skoczni. Następnego dnia został odwołany kolejny konkurs – tym razem z powodu zbyt silnego wiatru. W zamian do kalendarza dołączono dodatkowy, czwarty konkurs w Iron Mountain 3 marca 2023.
Ze względu na silny wiatr i opady śniegu pierwszy konkurs w Zakopanem został przeniesiony z 11 na 12 marca 2023.

## Kalendarz i wyniki
| Lp.                  | Data                 | Miejscowość          | HS                   | Uwagi                | 1. miejsce             | 2. miejsce                   | 3. miejsce         |
| -------------------- | -------------------- | -------------------- | -------------------- | -------------------- | ---------------------- | ---------------------------- | ------------------ |
| 1.                   | 10 grudnia 2022      | Vikersund            | HS-117               | –                    | Sondre Ringen          | Philipp Raimund              | Clemens Leitner    |
| 2.                   | 11 grudnia 2022      | Vikersund            | HS-117               | –                    | Philipp Raimund        | Sondre Ringen                | Benjamin Østvold   |
| 3.                   | 17 grudnia 2022      | Ruka                 | HS-142               | [ a ]                | Anders Fannemel        | Joacim Ødegård Bjøreng       | Eetu Nousiainen    |
| 4.                   | 18 grudnia 2022      | Ruka                 | HS-142               | –                    | Philipp Raimund        | Joacim Ødegård Bjøreng       | Anders Fannemel    |
| 5.                   | 27 grudnia 2022      | Engelberg            | HS-140               | –                    | Benjamin Østvold       | Clemens Aigner               | Fredrik Villumstad |
| 6.                   | 28 grudnia 2022      | Engelberg            | HS-140               | –                    | Benjamin Østvold       | Sondre Ringen                | Clemens Aigner     |
| 7.                   | 7 stycznia 2023      | Planica              | HS-138               | [ b ]                | Žak Mogel              | Benjamin Østvold             | Rok Masle          |
| 8.                   | 8 stycznia 2023      | Planica              | HS-138               | [ b ]                | Fredrik Villumstad     | Joacim Ødegård Bjøreng       | Benjamin Østvold   |
| 9.                   | 14 stycznia 2023     | Sapporo              | HS-137               | –                    | Sondre Ringen          | Philipp Aschenwald           | Matija Vidic       |
| 10.                  | 15 stycznia 2023     | Sapporo              | HS-137               | –                    | Joacim Ødegård Bjøreng | Tomasz Pilch                 | Žak Mogel          |
| 11.                  | 15 stycznia 2023     | Sapporo              | HS-137               | –                    | Philipp Aschenwald     | Joacim Ødegård Bjøreng       | Fredrik Villumstad |
| 12.                  | 21 stycznia 2023     | Eisenerz             | HS-109               | [ c ]                | Maximilian Steiner     | Matija Vidic                 | Ulrich Wohlgenannt |
| 13.                  | 22 stycznia 2023     | Eisenerz             | HS-109               | [ c ]                | Ulrich Wohlgenannt     | Maximilian Steiner           | Tomasz Pilch       |
| 14.                  | 11 lutego 2023       | Klingenthal          | HS-140               | [ d ]                | Sondre Ringen          | Benjamin Østvold             | Justin Lisso       |
| 15.                  | 12 lutego 2023       | Klingenthal          | HS-140               | [ d ]                | Jewhen Marusiak        | Remo Imhof                   | Benjamin Østvold   |
| 16.                  | 18 lutego 2023       | Rena                 | HS-139               | –                    | Benjamin Østvold       | Luca Roth Fredrik Villumstad | —                  |
| 17.                  | 19 lutego 2023       | Rena                 | HS-139               | –                    | Benjamin Østvold       | Martin Hamann                | Sondre Ringen      |
| —                    | 25 lutego 2023       | Brotterode           | HS-117               | [ e ]                | odwołany               | odwołany                     | odwołany           |
| —                    | 26 lutego 2023       | Brotterode           | HS-117               | [ f ]                | odwołany               | odwołany                     | odwołany           |
| 18.                  | 3 marca 2023         | Iron Mountain        | HS-133               | [ g ]                | Felix Hoffmann         | Martin Hamann                | Fredrik Villumstad |
| 19.                  | 4 marca 2023         | Iron Mountain        | HS-133               | –                    | Felix Hoffmann         | Martin Hamann                | Sondre Ringen      |
| 20.                  | 4 marca 2023         | Iron Mountain        | HS-133               | –                    | Benjamin Østvold       | Felix Hoffmann               | Martin Hamann      |
| 21.                  | 5 marca 2023         | Iron Mountain        | HS-133               | –                    | Benjamin Østvold       | Luca Roth                    | Rok Masle          |
| 22.                  | 12 marca 2023        | Zakopane             | HS-140               | [ h ]                | Clemens Leitner        | Felix Hoffmann               | Benjamin Østvold   |
| 23.                  | 12 marca 2023        | Zakopane             | HS-140               | –                    | Philipp Aschenwald     | Felix Hoffmann               | Markus Müller      |
| 24.                  | 18 marca 2023        | Lahti                | HS-130               | –                    | Clemens Leitner        | Matija Vidic                 | Martin Hamann      |
| 25.                  | 19 marca 2023        | Lahti                | HS-130               | –                    | Clemens Leitner        | Martin Hamann                | Markus Müller      |
| Klasyfikacja końcowa | Klasyfikacja końcowa | Klasyfikacja końcowa | Klasyfikacja końcowa | Klasyfikacja końcowa | Benjamin Østvold       | Fredrik Villumstad           | Sondre Ringen      |

## Statystyki indywidualne
| Zawodnik | Vikersund 3.12 | Vikersund 4.12 | Ruka 17.12 | Ruka 18.12 | Engelberg 27.12 | Engelberg 28.12 | Planica 7.01 | Planica 8.01 | Sapporo 14.01 | Sapporo 15.01 | Sapporo 15.01 | Eisenerz 21.01 | Eisenerz 22.01 | Klingenthal 11.02 | Klingenthal 12.02 | Rena 18.02 | Rena 19.02 | Iron Mountain 3.03 | Iron Mountain 4.03 | Iron Mountain 4.03 | Iron Mountain 5.03 | Zakopane 12.03 | Zakopane 12.03 | Lahti 18.03 | Lahti 19.03 |
| Austria | Austria        | Austria        | Austria    | Austria    | Austria         | Austria         | Austria      | Austria      | Austria       | Austria       | Austria       | Austria        | Austria        | Austria           | Austria           | Austria    | Austria    | Austria            | Austria            | Austria            | Austria            | Austria        | Austria        | Austria     | Austria     |
| --- | -------------- | -------------- | ---------- | ---------- | --------------- | --------------- | ------------ | ------------ | ------------- | ------------- | ------------- | -------------- | -------------- | ----------------- | ----------------- | ---------- | ---------- | ------------------ | ------------------ | ------------------ | ------------------ | -------------- | -------------- | ----------- | ----------- |
| Clemens Aigner | 6              | 5              | 23         | 8          | 2               | 3               | 7            | 7            | –             | –             | –             | –              | –              | –                 | –                 | –          | –          | –                  | –                  | –                  | –                  | –              | –              | –           | –           |
| Philipp Aschenwald | –              | –              | –          | –          | –               | –               | –            | –            | 2             | 5             | 1             | 8              | 7              | –                 | –                 | –          | –          | –                  | –                  | –                  | –                  | 33             | 1              | 4           | 5           |
| Niklas Bachlinger | 8              | 23             | 40         | 21         | –               | –               | –            | –            | –             | –             | –             | 26             | 20             | –                 | –                 | –          | –          | –                  | –                  | –                  | –                  | –              | –              | –           | –           |
| Stephan Embacher | –              | –              | –          | –          | –               | –               | –            | –            | –             | –             | –             | –              | –              | –                 | –                 | –          | –          | –                  | –                  | –                  | –                  | –              | –              | 5           | 13          |
| Thomas Lackner | 17             | 15             | –          | –          | –               | –               | –            | –            | –             | –             | –             | –              | –              | –                 | –                 | –          | –          | –                  | –                  | –                  | –                  | –              | –              | –           | –           |
| Hannes Landerer | –              | –              | 7          | 18         | 16              | 20              | 35           | 41           | –             | –             | –             | 13             | 30             | –                 | –                 | –          | –          | 24                 | 19                 | 26                 | 18                 | 28             | 26             | –           | –           |
| Clemens Leitner | 3              | 5              | 4          | 4          | –               | –               | –            | –            | –             | –             | –             | –              | –              | 10                | 6                 | 15         | 11         | 7                  | 11                 | 12                 | 17                 | 1              | 7              | 1           | 1           |
| Maximilian Lienher | –              | –              | –          | –          | –               | –               | –            | –            | –             | –             | –             | –              | –              | –                 | –                 | –          | –          | –                  | –                  | –                  | –                  | 22             | 9              | –           | –           |
| Elias Medwed | –              | –              | 17         | 24         | 36              | 21              | 31           | 34           | –             | –             | –             | 25             | 25             | –                 | –                 | –          | –          | –                  | –                  | –                  | –                  | –              | –              | –           | –           |
| Francisco Mörth | 23             | 26             | –          | –          | 13              | 28              | 25           | 15           | –             | –             | –             | 9              | 9              | 13                | 13                | 22         | 8          | 13                 | 20                 | 32                 | 12                 | –              | –              | –           | –           |
| Markus Müller | –              | –              | –          | –          | 6               | 7               | 11           | 4            | 33            | 7             | 20            | –              | –              | 8                 | 5                 | 11         | 20         | 5                  | 5                  | 19                 | 10                 | 8              | 3              | 7           | 3           |
| Louis Obersteiner | –              | –              | –          | –          | –               | –               | –            | –            | –             | –             | –             | –              | –              | –                 | –                 | –          | –          | –                  | –                  | –                  | –                  | –              | –              | 16          | 12          |
| Maximilian Ortner | 19             | 13             | 9          | 9          | 15              | 10              | –            | –            | 12            | 36            | 35            | 21             | 28             | –                 | –                 | –          | –          | 11                 | 14                 | 11                 | 22                 | –              | –              | 21          | 18          |
| Stefan Rainer | –              | –              | 48         | 17         | –               | –               | –            | –            | –             | –             | –             | 4              | 4              | 27                | 29                | 17         | 13         | 31                 | 28                 | 30                 | 28                 | –              | –              | –           | –           |
| Janni Reisenauer | –              | –              | –          | –          | –               | –               | –            | –            | –             | –             | –             | dsq            | 42             | –                 | –                 | –          | –          | –                  | –                  | –                  | –                  | –              | –              | –           | –           |
| Markus Rupitsch | –              | –              | –          | –          | –               | –               | –            | –            | –             | –             | –             | 5              | 7              | –                 | –                 | –          | –          | –                  | –                  | –                  | –                  | –              | –              | –           | –           |
| Jonas Schuster | –              | –              | –          | –          | –               | –               | –            | –            | –             | –             | –             | –              | –              | –                 | –                 | –          | –          | –                  | –                  | –                  | –                  | 4              | 20             | 24          | 16          |
| Julijan Smid | –              | –              | –          | –          | –               | –               | 27           | 27           | –             | –             | –             | –              | –              | –                 | –                 | –          | –          | –                  | –                  | –                  | –                  | –              | –              | –           | –           |
| Maximilian Steiner | –              | –              | –          | –          | 11              | 9               | –            | –            | 30            | 30            | 10            | 1              | 2              | 4                 | 8                 | 14         | 6          | –                  | –                  | –                  | –                  | –              | –              | –           | –           |
| Ulrich Wohlgenannt | –              | –              | –          | –          | –               | –               | –            | –            | –             | –             | –             | 3              | 1              | 9                 | 20                | 7          | 16         | 16                 | 6                  | 16                 | 16                 | 21             | 24             | –           | –           |
| Marco Wörgötter | 18             | dsq            | –          | –          | –               | –               | 16           | 30           | –             | –             | –             | 6              | 10             | –                 | –                 | –          | –          | –                  | –                  | –                  | –                  | –              | –              | –           | –           |
| Chiny |                |                |            |            |                 |                 |              |              |               |               |               |                |                |                   |                   |            |            |                    |                    |                    |                    |                |                |             |             |
| Lü Yixin | –              | –              | –          | –          | –               | –               | –            | –            | –             | –             | –             | 50             | 52             | –                 | –                 | –          | –          | –                  | –                  | –                  | –                  | –              | –              | –           | –           |
| Song Qiwu | –              | –              | –          | –          | –               | –               | 55           | 59           | 28            | 48            | 42            | 47             | 48             | –                 | –                 | –          | –          | –                  | –                  | –                  | –                  | –              | –              | –           | –           |
| Zhen Weijie | –              | –              | –          | –          | –               | –               | 64           | 67           | 41            | 50            | 43            | –              | –              | –                 | –                 | –          | –          | –                  | –                  | –                  | –                  | –              | –              | –           | –           |
| Zhou Xiaoyang | –              | –              | –          | –          | –               | –               | 59           | 63           | 43            | 43            | 45            | 44             | 47             | –                 | –                 | –          | –          | –                  | –                  | –                  | –                  | –              | –              | –           | –           |
| Zhu Honglin | –              | –              | –          | –          | –               | –               | 67           | 66           | 44            | 52            | 46            | 49             | 51             | –                 | –                 | –          | –          | –                  | –                  | –                  | –                  | –              | –              | –           | –           |
| Czechy |                |                |            |            |                 |                 |              |              |               |               |               |                |                |                   |                   |            |            |                    |                    |                    |                    |                |                |             |             |
| Kryštof Hauser | 62             | 56             | –          | –          | 50              | 49              | –            | –            | –             | –             | –             | –              | –              | –                 | –                 | –          | –          | –                  | –                  | –                  | –                  | 50             | 52             | –           | –           |
| Benedikt Holub | –              | –              | –          | –          | 41              | 40              | 48           | 33           | –             | –             | –             | 30             | 43             | 40                | 42                | –          | –          | –                  | –                  | –                  | –                  | 44             | 43             | –           | –           |
| Damián Lasota | –              | –              | –          | –          | –               | –               | –            | –            | –             | –             | –             | –              | –              | –                 | –                 | –          | –          | –                  | –                  | –                  | –                  | 53             | 54             | –           | –           |
| František Lejsek | 53             | 55             | –          | –          | –               | –               | 60           | 58           | –             | –             | –             | 45             | 45             | –                 | –                 | –          | –          | –                  | –                  | –                  | –                  | –              | –              | –           | –           |
| Radek Rýdl | –              | –              | –          | –          | –               | –               | –            | –            | 40            | 44            | 40            | –              | –              | 29                | 40                | –          | –          | –                  | –                  | –                  | –                  | 26             | 28             | 32          | 31          |
| David Rygl | 46             | 46             | –          | –          | 44              | 47              | 61           | 60           | –             | –             | –             | –              | –              | –                 | –                 | –          | –          | –                  | –                  | –                  | –                  | –              | –              | –           | –           |
| Filip Sakala | 45             | 44             | 39         | 30         | 39              | 36              | –            | –            | –             | –             | –             | 34             | 35             | –                 | –                 | –          | –          | –                  | –                  | –                  | –                  | –              | –              | –           | –           |
| Estonia |                |                |            |            |                 |                 |              |              |               |               |               |                |                |                   |                   |            |            |                    |                    |                    |                    |                |                |             |             |
| Artti Aigro | –              | –              | –          | –          | –               | –               | –            | –            | 16            | 18            | 36            | –              | –              | –                 | –                 | –          | –          | –                  | –                  | –                  | –                  | –              | –              | –           | –           |
| Markkus Alter | 61             | 62             | 54         | 45         | –               | –               | –            | –            | –             | –             | –             | –              | –              | –                 | –                 | –          | –          | –                  | –                  | –                  | –                  | dsq            | 53             | 52          | 50          |
| Andero Kapp | –              | –              | –          | –          | –               | –               | –            | –            | –             | –             | –             | –              | –              | –                 | –                 | –          | –          | –                  | –                  | –                  | –                  | 52             | 55             | 53          | 46          |
| Kevin Maltsev | –              | –              | –          | –          | –               | –               | 64           | dns          | 39            | 49            | 39            | –              | –              | –                 | –                 | –          | –          | –                  | –                  | –                  | –                  | –              | –              | 33          | 38          |
| Kaimar Vagul | 55             | 56             | 51         | 46         | 49              | 50              | 66           | 65           | –             | –             | –             | 46             | 50             | 42                | 43                | –          | –          | –                  | –                  | –                  | –                  | 39             | 41             | –           | –           |
| Finlandia |                |                |            |            |                 |                 |              |              |               |               |               |                |                |                   |                   |            |            |                    |                    |                    |                    |                |                |             |             |
| Mico Ahonen | –              | –              | –          | –          | –               | –               | –            | –            | –             | –             | –             | –              | –              | 38                | 39                | –          | –          | –                  | –                  | –                  | –                  | –              | –              | 19          | 24          |
| Kalle Heikkinen | 38             | 43             | 45         | –          | –               | –               | 63           | 52           | –             | –             | –             | –              | –              | 21                | 31                | –          | –          | –                  | –                  | –                  | –                  | –              | –              | –           | –           |
| Timi Heiskanen | –              | –              | –          | –          | –               | –               | –            | –            | –             | –             | –             | –              | –              | –                 | –                 | –          | –          | –                  | –                  | –                  | –                  | –              | –              | 49          | –           |
| Henri Kavilo | 47             | 48             | 34         | 35         | –               | –               | 50           | 53           | –             | –             | –             | –              | –              | 35                | 32                | –          | –          | –                  | –                  | –                  | –                  | –              | –              | 36          | –           |
| Tomas Kuisma | –              | –              | 43         | –          | –               | –               | –            | –            | –             | –             | –             | –              | –              | –                 | –                 | –          | –          | –                  | –                  | –                  | –                  | –              | –              | 27          | –           |
| Jarkko Määttä | –              | –              | 25         | 38         | –               | –               | –            | –            | –             | –             | –             | –              | –              | 33                | 37                | –          | –          | –                  | –                  | –                  | –                  | –              | –              | 37          | –           |
| Tuomas Meis | –              | –              | 50         | –          | –               | –               | –            | –            | –             | –             | –             | –              | –              | –                 | –                 | –          | –          | –                  | –                  | –                  | –                  | –              | –              | 40          | –           |
| Eetu Meriläinen | 37             | 60             | 37         | –          | –               | –               | –            | –            | –             | –             | –             | –              | –              | –                 | –                 | –          | –          | –                  | –                  | –                  | –                  | –              | –              | –           | –           |
| Eetu Nousiainen | –              | –              | 3          | 12         | –               | –               | 33           | 17           | –             | –             | –             | –              | –              | –                 | –                 | –          | –          | –                  | –                  | –                  | –                  | –              | –              | –           | –           |
| Vilho Palosaari | –              | –              | 6          | 13         | –               | –               | –            | –            | –             | –             | –             | –              | –              | –                 | –                 | –          | –          | –                  | –                  | –                  | –                  | –              | –              | 26          | 17          |
| Arttu Pohjola | 38             | 50             | 52         | –          | –               | –               | 57           | 64           | –             | –             | –             | –              | –              | –                 | –                 | –          | –          | –                  | –                  | –                  | –                  | –              | –              | 8           | 44          |
| Kasperi Valto | –              | –              | 49         | –          | –               | –               | –            | –            | –             | –             | –             | –              | –              | –                 | –                 | –          | –          | –                  | –                  | –                  | –                  | –              | –              | 23          | 20          |
| Francja |                |                |            |            |                 |                 |              |              |               |               |               |                |                |                   |                   |            |            |                    |                    |                    |                    |                |                |             |             |
| Alessandro Batby | 35             | 29             | 32         | 34         | 32              | 32              | 52           | –            | –             | –             | –             | 43             | –              | 41                | 38                | 24         | 25         | –                  | –                  | –                  | –                  | –              | 35             | 44          | 40          |
| Jules Chervet | 60             | –              | –          | –          | –               | 44              | –            | 61           | –             | –             | –             | –              | 46             | –                 | –                 | –          | –          | 35                 | 33                 | 36                 | 35                 | 41             | 49             | –           | –           |
| Mathis Contamine | 47             | 49             | 42         | 44         | 38              | 37              | 51           | 50           | –             | –             | –             | 31             | 34             | 34                | 36                | 27         | 27         | 33                 | 34                 | 33                 | 33                 | 40             | 30             | –           | –           |
| Valentin Foubert | 52             | 45             | 36         | 43         | 46              | –               | 45           | 48           | –             | –             | –             | 40             | 44             | 39                | 41                | –          | –          | –                  | –                  | –                  | –                  | 35             | 45             | 39          | 37          |
| Enzo Milesi | –              | 41             | –          | –          | 42              | 42              | 36           | 42           | –             | –             | –             | 22             | 32             | –                 | –                 | 25         | 26         | 34                 | 30                 | 35                 | 29                 | 43             | –              | 38          | 33          |
| Japonia |                |                |            |            |                 |                 |              |              |               |               |               |                |                |                   |                   |            |            |                    |                    |                    |                    |                |                |             |             |
| Shinnosuke Fujita | 41             | 37             | 38         | 32         | –               | –               | –            | –            | –             | –             | –             | –              | –              | –                 | –                 | –          | –          | –                  | –                  | –                  | –                  | –              | –              | –           | –           |
| Yūmu Harada | –              | –              | –          | –          | –               | –               | –            | –            | 29            | 33            | –             | –              | –              | –                 | –                 | –          | –          | –                  | –                  | –                  | –                  | –              | –              | –           | –           |
| Yūken Iwasa | 49             | 40             | 25         | 40         | –               | –               | –            | –            | 22            | 28            | –             | –              | –              | –                 | –                 | –          | –          | –                  | –                  | –                  | –                  | –              | –              | –           | –           |
| Noriaki Kasai | –              | –              | –          | –          | –               | –               | –            | –            | 37            | 34            | –             | –              | –              | –                 | –                 | –          | –          | –                  | –                  | –                  | –                  | –              | –              | –           | –           |
| Tomofumi Naitō | –              | –              | –          | –          | –               | –               | –            | –            | 23            | 14            | 29            | –              | –              | –                 | –                 | –          | –          | –                  | –                  | –                  | –                  | –              | –              | –           | –           |
| Yūto Nakamura | –              | –              | –          | –          | –               | –               | –            | –            | 38            | 46            | –             | –              | –              | –                 | –                 | –          | –          | –                  | –                  | –                  | –                  | –              | –              | –           | –           |
| Keiichi Satō | –              | –              | –          | –          | –               | –               | –            | –            | 10            | 23            | 24            | –              | –              | –                 | –                 | –          | –          | –                  | –                  | –                  | –                  | –              | –              | –           | –           |
| Reruhi Shimizu | 40             | 35             | 47         | 29         | –               | –               | –            | –            | 34            | 42            | –             | –              | –              | –                 | –                 | –          | –          | –                  | –                  | –                  | –                  | –              | –              | –           | –           |
| Daimatsu Takehana | –              | –              | –          | –          | –               | –               | –            | –            | 36            | 40            | –             | –              | –              | –                 | –                 | –          | –          | –                  | –                  | –                  | –                  | –              | –              | –           | –           |
| Taku Takeuchi | –              | –              | –          | –          | –               | –               | –            | –            | 11            | 19            | 23            | –              | –              | –                 | –                 | –          | –          | –                  | –                  | –                  | –                  | –              | –              | –           | –           |
| Rikuta Watanabe | 56             | 47             | 22         | 28         | –               | –               | –            | –            | 35            | 22            | 28            | –              | –              | –                 | –                 | –          | –          | –                  | –                  | –                  | –                  | –              | –              | –           | –           |
| Gō Yamamoto | –              | –              | –          | –          | –               | –               | –            | –            | –             | –             | –             | –              | –              | –                 | –                 | –          | –          | –                  | –                  | –                  | –                  | –              | –              | 22          | 27          |
| Kanada |                |                |            |            |                 |                 |              |              |               |               |               |                |                |                   |                   |            |            |                    |                    |                    |                    |                |                |             |             |
| Mackenzie Boyd-Clowes | –              | –              | –          | –          | –               | –               | –            | –            | 19            | 29            | 16            | –              | –              | –                 | –                 | –          | –          | –                  | –                  | –                  | –                  | –              | –              | –           | –           |
| Kazachstan |                |                |            |            |                 |                 |              |              |               |               |               |                |                |                   |                   |            |            |                    |                    |                    |                    |                |                |             |             |
| Nikita Diewiatkin | 64             | 59             | 53         | 47         | –               | –               | –            | –            | –             | –             | –             | –              | –              | –                 | –                 | –          | –          | –                  | –                  | –                  | –                  | 46             | 46             | 47          | 45          |
| Sabirżan Muminow | –              | –              | –          | –          | –               | –               | –            | –            | dns           | 45            | 41            | –              | –              | –                 | –                 | –          | –          | –                  | –                  | –                  | –                  | –              | –              | –           | –           |
| Swiatosław Nazarienko | 63             | 61             | –          | –          | –               | –               | –            | –            | –             | –             | –             | –              | –              | –                 | –                 | –          | –          | –                  | –                  | –                  | –                  | 49             | 48             | 55          | 49          |
| Siergiej Tkaczenko | 42             | 51             | –          | –          | –               | –               | –            | –            | –             | –             | –             | –              | –              | –                 | –                 | –          | –          | –                  | –                  | –                  | –                  | 48             | 40             | 34          | 43          |
| Korea Południowa |                |                |            |            |                 |                 |              |              |               |               |               |                |                |                   |                   |            |            |                    |                    |                    |                    |                |                |             |             |
| Choi Heung-chul | –              | –              | –          | –          | 46              | 46              | –            | –            | 42            | 47            | 44            | –              | –              | –                 | –                 | –          | –          | –                  | –                  | –                  | –                  | –              | –              | –           | –           |
| Niemcy |                |                |            |            |                 |                 |              |              |               |               |               |                |                |                   |                   |            |            |                    |                    |                    |                    |                |                |             |             |
| Ben Bayer | –              | –              | –          | –          | –               | –               | –            | –            | –             | –             | –             | –              | –              | –                 | –                 | –          | –          | 27                 | 29                 | 34                 | 32                 | 45             | 44             | –           | –           |
| Finn Braun | 32             | 52             | 14         | 40         | 28              | 31              | 19           | 40           | –             | –             | –             | –              | –              | dsq               | 35                | 26         | 22         | 28                 | 35                 | 29                 | 34                 | –              | –              | 17          | 29          |
| Martin Hamann | –              | –              | –          | –          | 25              | 23              | 9            | 23           | dns           | 4             | 4             | 35             | 41             | –                 | –                 | 4          | 2          | 2                  | 2                  | 3                  | 6                  | 5              | 39             | 3           | 2           |
| Felix Hoffmann | –              | –              | –          | –          | 8               | 24              | 22           | 13           | dns           | 32            | 30            | 28             | 29             | –                 | –                 | –          | –          | 1                  | 1                  | 2                  | 5                  | 2              | 2              | 13          | 4           |
| Justin Lisso | 20             | 18             | 30         | 11         | 5               | 4               | 18           | 20           | dns           | 6             | 7             | 14             | 15             | 3                 | 4                 | 5          | 4          | –                  | –                  | –                  | –                  | –              | –              | –           | –           |
| Pius Paschke | –              | –              | –          | –          | –               | –               | –            | –            | dns           | 10            | 9             | 15             | 18             | 16                | 25                | 6          | 12         | 18                 | 18                 | 24                 | 19                 | 6              | 10             | 11          | 19          |
| Philipp Raimund | 2              | 1              | 46         | 1          | –               | –               | –            | –            | –             | –             | –             | –              | –              | –                 | –                 | –          | –          | –                  | –                  | –                  | –                  | –              | –              | –           | –           |
| Luca Roth | 15             | 14             | 19         | 22         | 18              | 25              | 20           | 26           | dns           | 38            | 31            | 7              | 5              | 18                | 11                | 2          | 9          | 15                 | 12                 | 7                  | 2                  | 9              | 6              | 20          | 8           |
| Sebastian Schwarz | –              | –              | –          | –          | –               | –               | –            | –            | –             | –             | –             | –              | –              | –                 | –                 | –          | –          | –                  | –                  | –                  | –                  | –              | –              | 48          | 39          |
| David Siegel | 22             | 12             | 20         | 6          | 23              | 6               | 21           | 35           | 14            | 8             | 14            | 12             | 17             | 23                | 23                | 8          | 14         | 25                 | 26                 | 22                 | 31                 | 38             | 38             | –           | –           |
| Simon Spiewok | 29             | 33             | 16         | 31         | 26              | 13              | 30           | 36           | –             | –             | –             | –              | –              | 37                | 30                | –          | –          | –                  | –                  | –                  | –                  | –              | –              | –           | –           |
| Simon Steinbeißer | –              | –              | –          | –          | –               | –               | –            | –            | –             | –             | –             | –              | –              | –                 | –                 | –          | –          | –                  | –                  | –                  | –                  | –              | –              | 45          | 30          |
| Norwegia |                |                |            |            |                 |                 |              |              |               |               |               |                |                |                   |                   |            |            |                    |                    |                    |                    |                |                |             |             |
| Ole Kristian Baarset | 35             | dsq            | –          | –          | –               | –               | –            | –            | –             | –             | –             | –              | –              | –                 | –                 | –          | –          | –                  | –                  | –                  | –                  | –              | –              | –           | –           |
| Joacim Ødegård Bjøreng | 12             | 10             | 2          | 2          | 10              | 5               | 5            | 2            | 4             | 1             | 2             | 20             | 24             | –                 | –                 | –          | –          | –                  | –                  | –                  | –                  | –              | –              | –           | –           |
| Pål-Håkon Bjørtomt | 33             | 24             | –          | –          | –               | –               | –            | –            | –             | –             | –             | –              | –              | –                 | –                 | –          | –          | –                  | –                  | –                  | –                  | 17             | 17             | –           | –           |
| Sander Vossan Eriksen | 27             | 31             | –          | –          | –               | –               | –            | –            | –             | –             | –             | –              | –              | –                 | –                 | –          | –          | –                  | –                  | –                  | –                  | –              | –              | –           | –           |
| Anders Fannemel | 9              | 8              | 1          | 3          | –               | –               | –            | –            | 6             | 9             | 5             | 37             | 16             | 31                | 10                | 19         | 7          | 22                 | 15                 | 10                 | 9                  | –              | –              | –           | –           |
| Fredrik Gran | –              | –              | –          | –          | –               | –               | –            | –            | –             | –             | –             | –              | –              | –                 | –                 | –          | –          | –                  | –                  | –                  | –                  | –              | –              | 46          | 42          |
| Anders Håre | 21             | 15             | –          | –          | –               | –               | –            | –            | –             | –             | –             | –              | –              | –                 | –                 | 18         | 19         | –                  | –                  | –                  | –                  | 12             | 19             | –           | –           |
| Simen Meen Haugeng | –              | –              | –          | –          | –               | –               | –            | –            | –             | –             | –             | –              | –              | –                 | –                 | –          | –          | –                  | –                  | –                  | –                  | –              | –              | 28          | 15          |
| Bendik Jakobsen Heggli | –              | –              | –          | –          | 6               | 14              | –            | –            | dsq           | 11            | 13            | 36             | 23             | –                 | –                 | –          | –          | –                  | –                  | –                  | –                  | –              | –              | –           | –           |
| Espen Jacobsen | –              | 11             | –          | –          | –               | –               | dsq          | 11           | –             | –             | –             | –              | –              | –                 | –                 | –          | –          | –                  | –                  | –                  | –                  | –              | –              | –           | –           |
| Sindre Ulven Jørgensen | –              | –              | –          | –          | –               | –               | –            | –            | –             | –             | –             | 10             | 26             | –                 | –                 | –          | –          | 14                 | 4                  | 8                  | 7                  | 30             | 23             | –           | –           |
| Jo Rømme Mellingsæter | 54             | –              | –          | –          | –               | –               | –            | –            | –             | –             | –             | –              | –              | –                 | –                 | –          | –          | –                  | –                  | –                  | –                  | –              | –              | –           | –           |
| Iver Olaussen | –              | –              | –          | –          | –               | –               | –            | –            | –             | –             | –             | –              | –              | 11                | 7                 | 16         | 23         | 5                  | 32                 | 27                 | 11                 | dsq            | 37             | –           | –           |
| Martin Tonby Opsahl | –              | –              | –          | –          | –               | –               | –            | –            | –             | –             | –             | –              | –              | –                 | –                 | –          | –          | –                  | –                  | –                  | –                  | –              | –              | 41          | 48          |
| Benjamin Østvold | 4              | 3              | 27         | dsq        | 1               | 1               | 2            | 3            | –             | –             | –             | –              | –              | 2                 | 3                 | 1          | 1          | 30                 | 31                 | 1                  | 1                  | 3              | 11             | –           | –           |
| Fabian Østvold | –              | –              | –          | –          | –               | –               | –            | –            | –             | –             | –             | –              | –              | –                 | –                 | –          | –          | –                  | –                  | –                  | –                  | –              | –              | 31          | 36          |
| Robin Pedersen | dsq            | 36             | –          | –          | –               | –               | –            | –            | –             | –             | –             | –              | –              | –                 | –                 | –          | –          | –                  | –                  | –                  | –                  | –              | –              | –           | –           |
| Sondre Ringen | 1              | 2              | 44         | dsq        | 4               | 2               | 14           | 6            | 1             | 17            | 19            | 16             | 12             | 1                 | 18                | 9          | 3          | 12                 | 3                  | 6                  | 14                 | –              | –              | –           | –           |
| Christian Røste Solberg | 16             | 19             | 24         | 23         | 30              | 34              | 40           | 29           | –             | –             | –             | –              | –              | –                 | –                 | –          | –          | –                  | –                  | –                  | –                  | –              | –              | –           | –           |
| Sølve Jokerud Strand | –              | –              | –          | –          | –               | –               | –            | –            | –             | –             | –             | –              | –              | 15                | 14                | –          | –          | –                  | –                  | –                  | –                  | –              | –              | –           | –           |
| Børge Hansen Utby | –              | –              | –          | –          | –               | –               | –            | –            | –             | –             | –             | –              | –              | –                 | –                 | –          | –          | –                  | –                  | –                  | –                  | –              | –              | 54          | 47          |
| Fredrik Villumstad | 5              | 7              | 17         | 15         | 3               | 8               | 4            | 1            | 31            | 39            | 3             | dsq            | 5              | 6                 | 15                | 2          | 5          | 3                  | 7                  | 4                  | 4                  | 11             | 12             | –           | –           |
| Polska |                |                |            |            |                 |                 |              |              |               |               |               |                |                |                   |                   |            |            |                    |                    |                    |                    |                |                |             |             |
| Tymoteusz Amilkiewicz | –              | –              | –          | –          | –               | –               | –            | –            | –             | –             | –             | –              | –              | –                 | –                 | –          | –          | –                  | –                  | –                  | –                  | –              | 47             | –           | –           |
| Jan Habdas | 7              | 4              | 15         | 14         | –               | –               | –            | –            | –             | –             | –             | 11             | 19             | –                 | –                 | –          | –          | 19                 | 13                 | 21                 | 27                 | 14             | 14             | 10          | 6           |
| Stefan Hula | 26             | 27             | 11         | 16         | –               | –               | –            | –            | –             | –             | –             | 18             | 21             | 28                | 19                | 13         | 17         | 23                 | 27                 | 28                 | 36                 | 25             | 21             | –           | –           |
| Klemens Joniak | 51             | 34             | 28         | 37         | 40              | 39              | –            | –            | –             | –             | –             | –              | –              | 26                | 33                | 20         | 21         | –                  | –                  | –                  | –                  | 24             | 33             | 35          | 34          |
| Kacper Juroszek | –              | –              | –          | –          | –               | –               | 37           | dsq          | 18            | 13            | 26            | 27             | 37             | –                 | –                 | –          | –          | 20                 | 24                 | 23                 | 24                 | 20             | 34             | 15          | 23          |
| Maciej Kot | 30             | 30             | 21         | 10         | 21              | 19              | 41           | 14           | 25            | 35            | 17            | –              | –              | 19                | 22                | –          | –          | 29                 | 22                 | 18                 | 21                 | 29             | 8              | 18          | 21          |
| Jarosław Krzak | 25             | 54             | 33         | 19         | 20              | 27              | –            | –            | –             | –             | –             | –              | –              | –                 | –                 | –          | –          | –                  | –                  | –                  | –                  | 32             | –              | –           | –           |
| Klemens Murańka | 28             | 22             | 11         | 42         | 14              | 17              | 10           | 31           | 32            | 26            | 33            | –              | –              | 25                | 27                | –          | –          | –                  | –                  | –                  | –                  | 7              | 4              | 25          | 9           |
| Adam Niżnik | –              | –              | –          | –          | –               | –               | –            | –            | –             | –             | –             | –              | –              | –                 | –                 | 21         | 18         | –                  | –                  | –                  | –                  | 36             | 22             | 30          | 35          |
| Tomasz Pilch | –              | –              | –          | –          | –               | –               | –            | –            | 16            | 2             | 12            | 17             | 3              | –                 | –                 | –          | –          | 9                  | 8                  | 13                 | 23                 | 15             | 13             | 12          | 7           |
| Andrzej Stękała | 13             | 25             | 13         | 36         | 24              | 17              | 15           | 18           | 27            | 16            | 27            | 41             | 32             | 20                | 9                 | 12         | 15         | 17                 | 23                 | 25                 | 20                 | 18             | 15             | –           | –           |
| Wiktor Szozda | –              | –              | –          | –          | –               | –               | –            | –            | –             | –             | –             | –              | –              | –                 | –                 | –          | –          | –                  | –                  | –                  | –                  | 31             | 29             | –           | –           |
| Kacper Tomasiak | –              | –              | –          | –          | –               | –               | –            | –            | –             | –             | –             | –              | –              | –                 | –                 | 23         | 24         | –                  | –                  | –                  | –                  | 42             | 31             | –           | –           |
| Jakub Wolny | –              | –              | –          | –          | –               | –               | 29           | 9            | 8             | 25            | 25            | 33             | 31             | 22                | 12                | 10         | 10         | 8                  | 9                  | 9                  | 15                 | –              | –              | –           | –           |
| Marcin Wróbel | –              | –              | –          | –          | –               | –               | –            | –            | –             | –             | –             | –              | –              | –                 | –                 | –          | –          | –                  | –                  | –                  | –                  | 34             | 42             | –           | –           |
| Aleksander Zniszczoł | –              | –              | –          | –          | 9               | 12              | 6            | 8            | –             | –             | –             | –              | –              | –                 | –                 | –          | –          | –                  | –                  | –                  | –                  | –              | –              | –           | –           |
| Rumunia |                |                |            |            |                 |                 |              |              |               |               |               |                |                |                   |                   |            |            |                    |                    |                    |                    |                |                |             |             |
| Daniel Cacina | –              | –              | –          | –          | –               | –               | 43           | 57           | –             | –             | –             | –              | –              | –                 | –                 | –          | –          | –                  | –                  | –                  | –                  | –              | –              | –           | –           |
| Andrei Feldorean | –              | –              | –          | –          | –               | –               | 58           | 62           | –             | –             | –             | –              | –              | –                 | –                 | –          | –          | –                  | –                  | –                  | –                  | –              | –              | –           | –           |
| Sorin Mitrofan | –              | –              | –          | –          | –               | –               | 49           | 56           | –             | –             | –             | –              | –              | –                 | –                 | –          | –          | –                  | –                  | –                  | –                  | –              | –              | –           | –           |
| Mihnea Spulber | –              | –              | –          | –          | –               | –               | 62           | 55           | –             | –             | –             | –              | –              | –                 | –                 | –          | –          | –                  | –                  | –                  | –                  | –              | –              | –           | –           |
| Słowacja |                |                |            |            |                 |                 |              |              |               |               |               |                |                |                   |                   |            |            |                    |                    |                    |                    |                |                |             |             |
| Hektor Kapustík | –              | –              | –          | –          | –               | –               | –            | –            | –             | –             | –             | –              | –              | –                 | –                 | –          | –          | –                  | –                  | –                  | –                  | 23             | 27             | –           | –           |
| Słowenia |                |                |            |            |                 |                 |              |              |               |               |               |                |                |                   |                   |            |            |                    |                    |                    |                    |                |                |             |             |
| Tilen Bartol | 14             | 21             | 10         | 7          | 19              | 15              | 13           | 38           | 7             | 20            | 18            | 19             | 40             | 24                | 21                | dns        | dns        | 36                 | 36                 | 17                 | 25                 | 10             | 5              | 9           | 28          |
| Maksim Bartolj | –              | –              | –          | –          | –               | –               | 8            | 32           | –             | –             | –             | 29             | 13             | –                 | –                 | –          | –          | –                  | –                  | –                  | –                  | –              | –              | –           | –           |
| Jan Bombek | –              | –              | –          | –          | –               | –               | 26           | 24           | –             | –             | –             | –              | –              | –                 | –                 | dns        | dns        | –                  | –                  | –                  | –                  | –              | –              | –           | –           |
| Taj Ekart | –              | –              | –          | –          | –               | –               | 47           | –            | –             | –             | –             | –              | –              | –                 | –                 | –          | –          | –                  | –                  | –                  | –                  | –              | –              | –           | –           |
| Mark Hafnar | –              | –              | –          | –          | 17              | 11              | 28           | 21           | 9             | 41            | 34            | 39             | dsq            | 30                | 26                | dns        | dns        | 32                 | 25                 | 31                 | 30                 | –              | –              | –           | –           |
| Rok Masle | 31             | 17             | 35         | 27         | 12              | 33              | 3            | 5            | –             | –             | –             | dsq            | 14             | 5                 | 24                | –          | –          | 10                 | 10                 | 5                  | 3                  | –              | –              | –           | –           |
| Žak Mogel | 11             | 9              | 29         | 5          | 29              | 37              | 1            | 10           | 5             | 3             | 6             | –              | –              | 12                | 17                | –          | –          | 4                  | 21                 | 19                 | 8                  | 37             | 18             | 6           | 10          |
| Rok Oblak | 24             | dsq            | 31         | 25         | 27              | 22              | 12           | 12           | 15            | 31            | 15            | 23             | 22             | 32                | 28                | dns        | dns        | –                  | –                  | –                  | –                  | 27             | 31             | 29          | 25          |
| Bor Pavlovčič | –              | –              | –          | –          | –               | –               | –            | 49           | –             | –             | –             | –              | –              | –                 | –                 | –          | –          | –                  | –                  | –                  | –                  | –              | –              | –           | –           |
| Jernej Presečnik | –              | –              | –          | –          | –               | –               | –            | 43           | –             | –             | –             | –              | –              | 14                | 16                | dns        | dns        | 26                 | 16                 | 14                 | 13                 | 13             | 24             | 14          | 11          |
| Marcel Stržinar | –              | –              | –          | –          | –               | –               | 42           | 18           | –             | –             | –             | –              | –              | –                 | –                 | –          | –          | –                  | –                  | –                  | –                  | –              | –              | –           | –           |
| Matija Vidic | 10             | 20             | 8          | 26         | 31              | 30              | 23           | 25           | 3             | 24            | 11            | 2              | 11             | –                 | –                 | –          | –          | 21                 | 17                 | 15                 | 26                 | 16             | 16             | 2           | 14          |
| Patrik Vitez | 43             | 28             | dsq        | 33         | –               | –               | 32           | 28           | 20            | 21            | 22            | –              | –              | –                 | –                 | dns        | dns        | –                  | –                  | –                  | –                  | 19             | 36             | 43          | 22          |
| Gorazd Završnik | –              | –              | –          | –          | –               | –               | 56           | –            | –             | –             | –             | –              | –              | –                 | –                 | –          | –          | –                  | –                  | –                  | –                  | –              | –              | –           | –           |
| Stany Zjednoczone |                |                |            |            |                 |                 |              |              |               |               |               |                |                |                   |                   |            |            |                    |                    |                    |                    |                |                |             |             |
| Erik Belshaw | 44             | 41             | –          | –          | –               | –               | –            | –            | –             | –             | –             | –              | –              | –                 | –                 | –          | –          | –                  | –                  | –                  | –                  | –              | –              | –           | –           |
| Kevin Bickner | –              | –              | –          | –          | –               | –               | –            | –            | –             | –             | –             | –              | –              | –                 | –                 | –          | –          | dns                | dns                | dns                | –                  | –              | –              | –           | –           |
| Tate Frantz | –              | –              | –          | –          | –               | –               | 44           | 44           | 24            | 37            | 37            | –              | –              | –                 | –                 | –          | –          | –                  | –                  | –                  | –                  | –              | –              | 51          | 41          |
| Patrick Gasienica | –              | –              | –          | –          | –               | –               | –            | –            | –             | –             | –             | –              | –              | –                 | –                 | –          | –          | 38                 | 37                 | 38                 | 38                 | –              | –              | –           | –           |
| Bryce Kloc | –              | –              | –          | –          | –               | –               | 68           | 68           | –             | –             | –             | –              | –              | –                 | –                 | –          | –          | –                  | –                  | –                  | –                  | –              | –              | –           | –           |
| Casey Larson | –              | –              | –          | –          | –               | –               | 37           | 36           | –             | –             | –             | –              | –              | –                 | –                 | –          | –          | –                  | –                  | –                  | –                  | –              | –              | –           | –           |
| Andrew Urlaub | dsq            | 39             | 41         | 39         | –               | –               | 69           | 47           | –             | –             | –             | 24             | 27             | –                 | –                 | –          | –          | –                  | –                  | –                  | –                  | –              | –              | –           | –           |
| Szwajcaria |                |                |            |            |                 |                 |              |              |               |               |               |                |                |                   |                   |            |            |                    |                    |                    |                    |                |                |             |             |
| Simon Ammann | –              | –              | –          | –          | 33              | 43              | 17           | 39           | –             | –             | –             | 32             | 36             | –                 | –                 | –          | –          | –                  | –                  | –                  | –                  | –              | –              | –           | –           |
| Sandro Hauswirth | 57             | 53             | –          | –          | 43              | 45              | –            | –            | –             | –             | –             | 42             | 49             | –                 | –                 | –          | –          | –                  | –                  | –                  | –                  | –              | –              | –           | –           |
| Remo Imhof | 50             | 31             | –          | –          | 37              | 29              | 37           | 46           | 26            | 27            | 32            | –              | –              | 17                | 2                 | –          | –          | –                  | –                  | –                  | –                  | –              | –              | –           | –           |
| Juri Kesseli | –              | –              | –          | –          | –               | –               | –            | –            | –             | –             | –             | –              | –              | –                 | –                 | –          | –          | –                  | –                  | –                  | –                  | –              | –              | 50          | 32          |
| Lars Kindlimann | 59             | 58             | –          | –          | 48              | 48              | –            | –            | –             | –             | –             | –              | –              | –                 | –                 | –          | –          | –                  | –                  | –                  | –                  | –              | –              | –           | –           |
| Lean Niederberger | 58             | dns            | –          | –          | 45              | 40              | –            | –            | –             | –             | –             | –              | –              | –                 | –                 | –          | –          | 37                 | 38                 | 37                 | 37                 | 51             | 51             | –           | –           |
| Killian Peier | –              | –              | –          | –          | 34              | 35              | 34           | 22           | 13            | 15            | 8             | –              | –              | –                 | –                 | –          | –          | –                  | –                  | –                  | –                  | –              | –              | –           | –           |
| Dominik Peter | –              | –              | –          | –          | 22              | 16              | 24           | 16           | 21            | 12            | 21            | –              | –              | –                 | –                 | –          | –          | –                  | –                  | –                  | –                  | –              | –              | –           | –           |
| Marius Sieber | –              | –              | –          | –          | –               | –               | –            | –            | –             | –             | –             | –              | –              | –                 | –                 | –          | –          | –                  | –                  | –                  | –                  | 47             | 50             | –           | –           |
| Felix Trunz | –              | –              | –          | –          | –               | –               | –            | –            | –             | –             | –             | –              | –              | –                 | –                 | –          | –          | –                  | –                  | –                  | –                  | –              | –              | 42          | 26          |
| Yanick Wasser | –              | –              | –          | –          | 35              | 26              | –            | –            | dsq           | 51            | 38            | –              | –              | –                 | –                 | –          | –          | –                  | –                  | –                  | –                  | –              | –              | –           | –           |
| Turcja |                |                |            |            |                 |                 |              |              |               |               |               |                |                |                   |                   |            |            |                    |                    |                    |                    |                |                |             |             |
| Muhammed Ali Bedir | 34             | 38             | 5          | 20         | –               | –               | 46           | 45           | –             | –             | –             | –              | –              | –                 | –                 | –          | –          | –                  | –                  | –                  | –                  | –              | –              | –           | –           |
| Muhammet İrfan Çintımar | –              | –              | –          | –          | –               | –               | 54           | 54           | –             | –             | –             | –              | –              | –                 | –                 | –          | –          | –                  | –                  | –                  | –                  | –              | –              | –           | –           |
| Ukraina |                |                |            |            |                 |                 |              |              |               |               |               |                |                |                   |                   |            |            |                    |                    |                    |                    |                |                |             |             |
| Witalij Kaliniczenko | –              | –              | –          | –          | –               | –               | –            | –            | –             | –             | –             | 48             | 38             | 36                | 34                | –          | –          | –                  | –                  | –                  | –                  | –              | –              | –           | –           |
| Jewhen Marusiak | –              | –              | –          | –          | –               | –               | –            | –            | –             | –             | –             | 38             | 38             | 7                 | 1                 | –          | –          | –                  | –                  | –                  | –                  | –              | –              | –           | –           |
| Włochy |                |                |            |            |                 |                 |              |              |               |               |               |                |                |                   |                   |            |            |                    |                    |                    |                    |                |                |             |             |
| Andrea Campregher | –              | –              | –          | –          | –               | –               | 52           | 51           | –             | –             | –             | dns            | dns            | –                 | –                 | –          | –          | –                  | –                  | –                  | –                  | –              | –              | –           | –           |
| Legenda |                |                |            |            |                 |                 |              |              |               |               |               |                |                |                   |                   |            |            |                    |                    |                    |                    |                |                |             |             |
| 1-3 4-30 poniżej 30 dns – Zawodnik zgłoszony do konkursu nie wystartował dsq – Zawodnik zdyskwalifikowany - – Zawodnik nie zgłoszony do konkursu |                |                |            |            |                 |                 |              |              |               |               |               |                |                |                   |                   |            |            |                    |                    |                    |                    |                |                |             |             |

## Klasyfikacja generalna
| Źródło  | Źródło                 | Źródło  | Źródło |
| Miejsce | Zawodnik               | Występy | Punkty |
| ------- | ---------------------- | ------- | ------ |
| 1.      | Benjamin Østvold       | 18      | 1079   |
| 2.      | Fredrik Villumstad     | 23      | 881    |
| 3.      | Sondre Ringen          | 21      | 873    |
| 4.      | Clemens Leitner        | 16      | 743    |
| 5.      | Martin Hamann          | 18      | 726    |
| 6.      | Joacim Ødegård Bjøreng | 13      | 652    |
| 7.      | Felix Hoffmann         | 16      | 629    |
| 8.      | Markus Müller          | 19      | 625    |
| 9.      | Žak Mogel              | 21      | 592    |
| 10.     | Luca Roth              | 24      | 583    |
| 11.     | Anders Fannemel        | 17      | 504    |
| 12.     | Philipp Aschenwald     | 9       | 488    |
| 13.     | Justin Lisso           | 16      | 484    |
| 14.     | Matija Vidic           | 21      | 457    |
| 15.     | Maximilian Steiner     | 11      | 401    |
| 16.     | Tomasz Pilch           | 13      | 374    |
| 17.     | Rok Masle              | 16      | 372    |
| 18.     | Ulrich Wohlgenannt     | 12      | 353    |
| 19.     | Tilen Bartol           | 23      | 350    |
| 20.     | Clemens Aigner         | 8       | 337    |
| 21.     | David Siegel           | 23      | 330    |
| 22.     | Pius Paschke           | 16      | 314    |
| 23.     | Jan Habdas             | 14      | 304    |
| 24.     | Philipp Raimund        | 4       | 280    |
| 25.     | Maximilian Ortner      | 17      | 265    |
| 25.     | Andrzej Stękała        | 23      | 265    |
| 27.     | Jakub Wolny            | 15      | 264    |
| 28.     | Francisco Mörth        | 16      | 250    |
| 29.     | Klemens Murańka        | 17      | 230    |
| 30.     | Maciej Kot             | 21      | 210    |
| ...     |                        |         |        |